# Black operation
Een black operation (of black op) is de Amerikaanse militaire term voor een geheime operatie door een regering of militaire organisatie. Black wordt in deze context gebruikt voor zaken die geheim zijn, of waarbij men vraagtekens kan zetten bij de ethiek of legaliteit van de actie.
Dit soort missies wordt gebruikt door geheime diensten om doelen te bereiken welke niet in de openbaarheid mogen komen. Hierbij is het dus van belang dat de geheime missie of de uitvoerende hiervan nooit terug gelinkt kan worden naar de betreffende geheime dienst of het land van oorsprong van deze geheime dienst. 